# Мурђе
Мурђе (итал. Murge) је подрегион Апулије у јужној Италији, који се односи на крашку висораван правоугаоног облика, која заузима централни део региона. Име потиче од латинске речи murex, што значи "оштар камен".